# Благодатнівська волость
Благодатнівська волость — історична адміністративно-територіальна одиниця Єлизаветградського повіту Херсонської губернії із центром у селі Благодатне.
Утворена наприкінці 1880-х років перетворенням Катеринівської, Мигиївської та частини Лисогірської волості.
За даними 1894 року у волості налічувалось 27 поселень, 2399 дворових господарств, населення становило 12 795 осіб.